# Route nationale 559
Pour les articles homonymes, voir Route 559.
La route nationale 559 ou RN 559 était une route nationale française reliant Marseille à Roquebrune-Cap-Martin.
À la suite de la réforme de 1972, elle a été déclassée en RD 559 dans les Bouches-du-Rhône et dans le Var et renommée RN 98 dans les Alpes-Maritimes (déclassée en RD 6098 en 2006), hormis la section passant par le Cap d'Antibes qui a été déclassée en RD 2559.

## Ancien tracé

### De Marseille à Théoule-sur-Mer (D 559)
- Marseille
- Col de la Gineste
- Cassis
- Pas de Belle Fille
- La Ciotat
- Les Lecques
- Saint-Cyr-sur-Mer
- Bandol
- Sanary-sur-Mer
- Six-Fours-les-Plages
- La Seyne-sur-Mer
- Toulon
- La Palasse
- Pont de Suve
- La Garde
- Le Pouverel
- Pont de la Clue
- Le Pradet
- Carqueiranne
- Hyères, tronc commun avec la RN 98
- L'Almanarre
- La Londe-les-Maures
- La Verrerie
- Bormes-les-Mimosas
- Le Lavandou
- Cavalière
- Le Rayol-Canadel-sur-Mer
- Cavalaire-sur-Mer
- La Croix-Valmer
- Gassin
- Carrefour de La Foux / Cogolin-Plage, tronc commun avec la RN 98

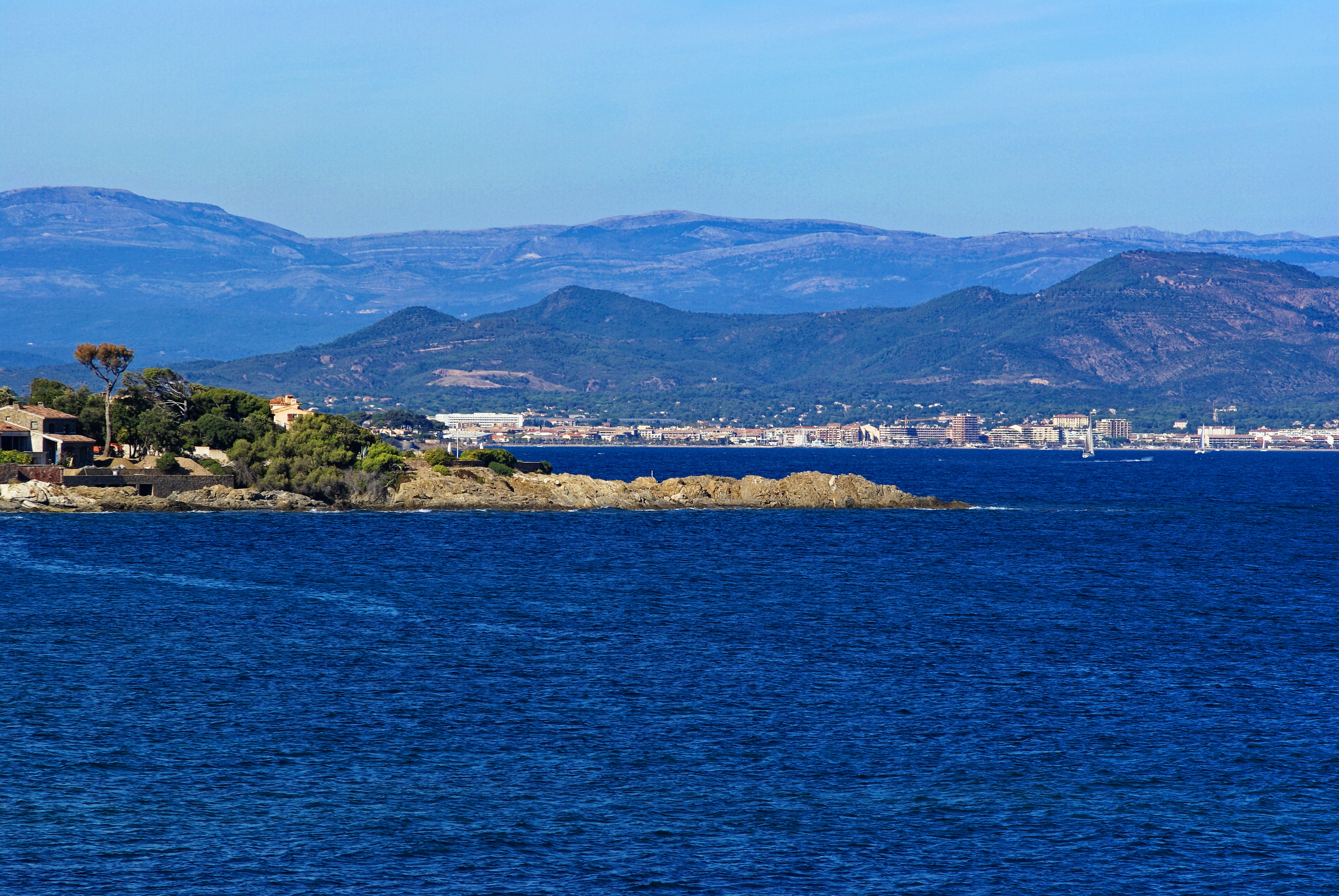
Vue depuis la route aux Issambres de Fréjus-Saint-Raphaël.

- Port Grimaud
- Sainte-Maxime
- Vue depuis la route aux Issambres de Fréjus-Saint-Raphaël.Les Issambres
- Saint-Aygulf
- Fréjus
- Saint-Raphaël
- Boulouris
- Le Dramont
- Agay
- Anthéor
- Le Trayas
- Théoule-sur-Mer

### Dans les Alpes-Maritimes (D 6098, D 2559)

#### De La Napoule-Plage à Antibes
- Mandelieu-la-Napoule (La Napoule-Plage)
- Cannes : la route devient le boulevard de la Croisette

Tronc commun avec la RN 7
- Golfe-Juan
- Juan-les-Pins
- Cap d'Antibes
- Antibes, Tronc commun avec la RN 7

#### De Nice à Roquebrune-Cap-Martin (D 6098)
Avant les années 1930, le tronçon était numéroté RN 7A.
- Nice : la route devient la promenade des Anglais
- Villefranche-sur-Mer
- Beaulieu-sur-Mer
- Èze
- Cap-d'Ail
- Principauté de Monaco
- Roquebrune-Cap-Martin